# New Shapes
"New Shapes" é uma canção da cantora e compositora inglesa Charli XCX, com a participação da cantora francesa Christine and the Queens e da cantora americana Caroline Polachek. A faixa foi lançada em 4 de novembro de 2021 como o segundo single do quinto álbum de estúdio do XCX, Crash (2022). A canção foi descrita como uma faixa pop e synth-pop inspirada nos anos 80.

## Antecedentes
"New Shapes" foi escrita por Charli XCX, Christine and the Queens, Caroline Polachek, Noonie Bao, Linus Wiklund e Deaton Chris Anthony, com os dois últimos também encarregados das tarefas de produção. Foi descrita como influenciado pelos anos 80 e "synthwave", com a letra "lamentando (...) a incapacidade de realmente deixar (...) outras pessoas significativas entrarem, em vez de afastá-las, rejeitando o amor verdadeiro e abraçando a liberdade". A faixa foi lançada em 4 de novembro de 2021, com Charli XCX anunciando simultaneamente o título e a capa de seu álbum Crash, bem como a turnê de 2022. Uma prévia da música também foi mostrada anteriormente durante uma apresentação ao vivo no início de 2021 ao lado de outra faixa inédita.

## Vídeo musical
O videoclipe para a música foi dirigido por Imogene Strauss, Luke Orlando e Terrence O'Connor, e foi lançado em 12 de novembro de 2021. Começa com Charli XCX, Caroline Polachek e Christine and the Queens participando de um programa de bate-papo imaginário na TV Heaven, apresentado por Benito Skinner, antes de se unirem para performar a música no palco. O vídeo paródia sexistas, apresentadores de talk shows noturnos.

## Faixas e formatos
Download digital
1. "New Shapes" – 3:20

Download digital – faixas bônus
1. "New Shapes" – 3:20
2. "Good Ones" – 2:16

## Desempenho nas tabelas musicais
| País — Tabela musical (2020)       | Melhor posição |
| ---------------------------------- | -------------- |
| Irlanda (IRMA)                     | 90             |
| Nova Zelândia (Hot Singles – RMNZ) | 39             |

## Histórico de lançamento
| Região | Data                  | Formato                    | Gravadora        | Ref.        |
| ------ | --------------------- | -------------------------- | ---------------- | ----------- |
| Várias | 4 de novembro de 2021 | download digital streaming | Asylum Warner UK | [ 8 ] [ 9 ] |